# Cuochi e fiamme
Cuochi e fiamme è un programma televisivo italiano di genere talent show culinario, condotto inizialmente da Alessandro Borghese e in seguito da Simone Rugiati, in onda dal 30 agosto 2010 su LA7 e su LA7d. Dal 12 novembre 2018 il programma va in onda su Food Network.
Durante il programma due cuochi non professionisti si sfidano nella preparazione di quattro pietanze che dovranno passare al vaglio dei tre giudici.

## Giudici e edizioni
| Periodo                     | Conduzione          | Rete televisiva | Giurati                                | Giurati             | Giurati            |
| --------------------------- | ------------------- | --------------- | -------------------------------------- | ------------------- | ------------------ |
| 2010                        | Alessandro Borghese | La7/La7d        | Chiara Maci                            | Leonardo Romanelli  | Fiammetta Fadda    |
| 2011                        | Simone Rugiati      | La7/La7d        | Chiara Maci                            | Leonardo Romanelli  | Fiammetta Fadda    |
| 2011-2012                   | Simone Rugiati      | La7/La7d        | Chiara Maci                            | Riccardo Rossi      | Fiammetta Fadda    |
| febbraio-marzo 2013         | Simone Rugiati      | La7/La7d        | Chiara Maci                            | Katia Follesa       | Andrea Grignaffini |
| marzo 2013                  | Simone Rugiati      | La7/La7d        | Chiara Maci                            | Dario Cassini       | Andrea Grignaffini |
| da marzo 2013               | Simone Rugiati      | La7/La7d        | Chiara Maci                            | Riccardo Rossi      | Andrea Grignaffini |
| dal 13 ottobre 2014         | Simone Rugiati      | La7/La7d        | Valentina Scarnecchia                  | Michele La Ginestra | Tiziana Stefanelli |
| 2015                        | Simone Rugiati      | La7/La7d        | Valentina Scarnecchia                  | Michele La Ginestra | Luca Maroni        |
| dal 2016 al 22 ottobre 2017 | Simone Rugiati      | La7/La7d        | Gherardo Gaetani Dell’Aquila D’Aragona | Riccardo Rossi      | Csaba dalla Zorza  |
| dal 23 ottobre 2017         | Simone Rugiati      | La7/La7d        | Gherardo Gaetani Dell’Aquila D’Aragona | Francesca Reggiani  | Csaba dalla Zorza  |
| dal 12 novembre 2018        | Simone Rugiati      | Food Network    | Chiara Maci                            | Debora Villa        | Lorenzo Sandano    |

## Prove
La sfida tra i due concorrenti si articola in quattro manches.

### Manualità
La prova consiste nel preparare manualmente un determinato piatto con gli ingredienti già pronti in 180 secondi, mostrando di saper padroneggiare le basilari tecniche di cucina. Vince questa manche colui che ha preparato meglio il piatto dopo il giudizio della giuria. Inoltre, il vincitore della manche decide tra due piatti principali, il prossimo da preparare.

### Abilità
In questa manche, i concorrenti inizialmente hanno 30 secondi per fare la spesa degli ingredienti del piatto da preparare nella propria dispensa. Questa fase, consiste proprio nel preparare il piatto in questione scelto nella prima manche con la possibilità di fare qualche variante in 10 minuti. I concorrenti, durante la gara, possono suonare il campanello una sola volta per ricevere un aiuto dal conduttore per velocizzare la preparazione o per poter prendere un ingrediente dalla dispensa, qualora non lo avessero preso nei 30 secondi destinati alla spesa. Scaduto il tempo, i due piatti vengono portati dal conduttore ai giudici per l'assaggio e il voto, che può avere un punteggio da 1 a 5 per singolo giudice. Vince la manche chi ha avuto il maggior punteggio, dando la possibilità di scelta del prossimo ingrediente principale del piatto da preparare, tra due di questi.

### Creatività
In questa fase di gioco, i concorrenti all'inizio hanno sempre 30 secondi per fare la spesa nella loro dispensa e 10 minuti per la preparazione del piatto. In questa manche, però, i concorrenti devono mostrare la creatività nella preparazione del piatto e nell'originalità della ricetta. A tempo finito, il conduttore, anche in questa fase, porta i due piatti preparati dai concorrenti ai giudici per l'assaggio e il voto. Vince la manche chi ha avuto il maggior punteggio, con la scelta dell'ultimo ingrediente principale del piatto da preparare della gara, tra due possibilità.

### Presentazione
In questa manche finale, i concorrenti devono creare e preparare un piatto da presentare ai giudici per il voto finale in 
6 minuti. Alla fine chi ha totalizzato il punteggio più alto nelle manches precedenti, vince la puntata e il kit da cucina offerto dalla trasmissione.

## Puntate speciali
Il 24 dicembre 2011 è andata in onda una puntata speciale per Natale con Maurizio Battista e Vladimir Luxuria come concorrenti.
Dal 21 maggio 2012 sono andate in onda cinque puntate di Cuochi e fiamme Celebrities, con alcuni vip al posto dei concorrenti:
1. Iva Zanicchi e Rosita Celentano
2. Fabio Canino e La Pina
3. Diane Fleri e Costantino della Gherardesca
4. Lucia Ocone e Francesco Pannofino
5. Marco Columbro e Barbara De Rossi

Il 1º novembre 2012 Chiara Maci e Riccardo Rossi hanno preso il posto dei concorrenti, mentre i giurati erano le loro rispettive madri.
Il 24 dicembre 2012 i concorrenti furono Simona Izzo e Guillermo Mariotto per una puntata natalizia. Il 30 dicembre, invece, i concorrenti furono le ex-veline Federica Nargi e Costanza Caracciolo e i nuotatori Massimiliano Rosolino e Luca Marin.
Il 31 dicembre 2014 hanno partecipato come concorrenti Clarissa Marchese e Sara Nervo, rispettivamente vincitrice e seconda classificata di Miss Italia 2014.